# Quảng trường Austin J. Tobin
Quảng trường Austin J. Tobin, hay còn gọi là Quảng trường Trung tâm Thương mại Thế giới hoặc Quảng trường Lớn, là một khu vực công cộng lớn nằm tại Trung tâm Thương mại Thế giới. Quảng trường này tồn tại từ năm 1966 và bị phá hủy trong Vụ tấn công ngày 11 tháng 9 năm 2001. Với diện tích khoảng 5 mẫu Anh, đây là quảng trường lớn nhất ở Thành phố New York vào thời điểm đó.
Quảng trường bắt đầu hoạt động từ ngày 4 tháng 4 năm 1973 và đến năm 1982 thì được đổi tên theo Austin J. Tobin. Mỗi ngày, có khoảng 50.000 đến 80.000 người, bao gồm cả nhân viên làm việc và du khách đi qua khu vực này. Trên quảng trường có nhiều tác phẩm điêu khắc nổi tiếng như The Sphere và Ideogram. Vào năm 1993, quảng trường đã bị hư hại trong một vụ đánh bom và sau đó bị phá hủy hoàn toàn trong vụ tấn công ngày 11 tháng 9.

## Thiết kế
Ở trung tâm quảng trường là tác phẩm điêu khắc The Sphere. Các hàng ghế dài xếp theo vòng tròn quanh bức tượng. Quảng trường lát đá cẩm thạch và granite. Khu vực này được thiết kế với cảnh quan, và các bồn hoa quanh ghế dài thay đổi theo mùa. Quảng trường có 37 cầu thang dẫn lên. Một cầu thang từ phố Vesey dẫn thẳng lên, tạo lối đi dễ dàng đến Trung tâm Thương mại Thế giới số 7.

## Lịch sử
Đầu năm 1961, kế hoạch xây dựng Trung tâm Thương mại Thế giới được công bố với vị trí dự kiến tại New Jersey. Do nhiều ý kiến phản đối mạnh mẽ vào cuối năm kế hoạch này chuyển đến khu đất rộng 16 mẫu Anh ở Hạ Manhattan. Tháng 1 năm 1964, kiến trúc sư Minoru Yamasaki giới thiệu mô hình cuối cùng của khu phức hợp tại buổi họp báo.
Việc xây dựng quảng trường bắt đầu vào ngày 5 tháng 8 năm 1966. Quảng trường này được xây trên các cột thép lớn, những cột này cắm sâu xuống một khu vực bên dưới có tên là "Bathtub". Móng của các tòa tháp cũng nằm trong khu vực quảng trường và cắm sâu vào lớp đá bên dưới. Khu vực "Bathtub" này nằm dưới lòng đất và kéo dài đến đường West Side Highway và phố Greenwich.
Quảng trường chính thức mở cửa vào ngày 4 tháng 4 năm 1973. Đến năm 1982, Cơ quan Quản lý Cảng New York và New Jersey quyết định đổi tên quảng trường để tôn vinh cựu giám đốc Austin J. Tobin, vì ông đã góp phần quan trọng vào việc xây dựng các tòa tháp tại đây.

### Vụ đánh bom năm 1993

Hầm để xe dưới quảng trường sau vụ đánh bom

Ngày 26 tháng 2 năm 1993, một quả bom do nhóm khủng bố al-Qaeda đặt trong hầm để xe dưới quảng trường đã phát nổ. Vụ nổ khiến 6 người thiệt mạng và hơn 1.000 người bị thương. Vụ nổ gây thiệt hại nặng nề cho quảng trường và phá hủy trung tâm liên lạc gần đó. Sau vụ đánh bom, khu phức hợp tăng cường an ninh và cải thiện các biện pháp phòng cháy chữa cháy.
Ngày 26 tháng 2 năm 1995, Quảng trường khánh thành đài tưởng niệm để vinh danh các nạn nhân của vụ đánh bom năm 1993. Đài tưởng niệm do nhà điêu khắc Elyn Zimmerman thiết kế, đặt ngay trên vị trí vụ nổ. Đài khắc tên sáu nạn nhân và dòng chữ: "Ngày 26 tháng 2 năm 1993, một quả bom do khủng bố đặt phát nổ dưới khu vực này. Hành động bạo lực khủng khiếp này đã cướp đi sinh mạng của những người vô tội, khiến hàng ngàn người bị thương và làm tất cả chúng ta trở thành nạn nhân."

### Cải tạo
Từ năm 1998 đến 1999, quảng trường trải qua quá trình nâng cấp. Các tấm lát cẩm thạch được thay thế bằng đá granite xám và hồng. Những ghế ngồi mới, chậu cây, nhà hàng, quầy thức ăn và khu vực ăn uống ngoài trời cũng được thêm vào để phục vụ người dân. Cây xanh được trồng dọc theo lối vào quảng trường. Việc nâng cấp này tiêu tốn 12 triệu đô la (tính theo giá năm 1999). Quảng trường có diện tích 5 mẫu Anh và là quảng trường lớn nhất ở New York.

### An ninh
Quảng trường được giám sát kỹ lưỡng bằng hệ thống camera an ninh lắp trên mái các tòa nhà xung quanh để ngăn ngừa các cuộc tấn công khủng bố. Camera hoạt động suốt ngày đêm và có thêm nhiều camera khác hướng về các con đường gần đó. Sau vụ đánh bom năm 1993, lúc nào cũng có khoảng 300 nhân viên an ninh túc trực tại khu vực này.

## Phá hủy

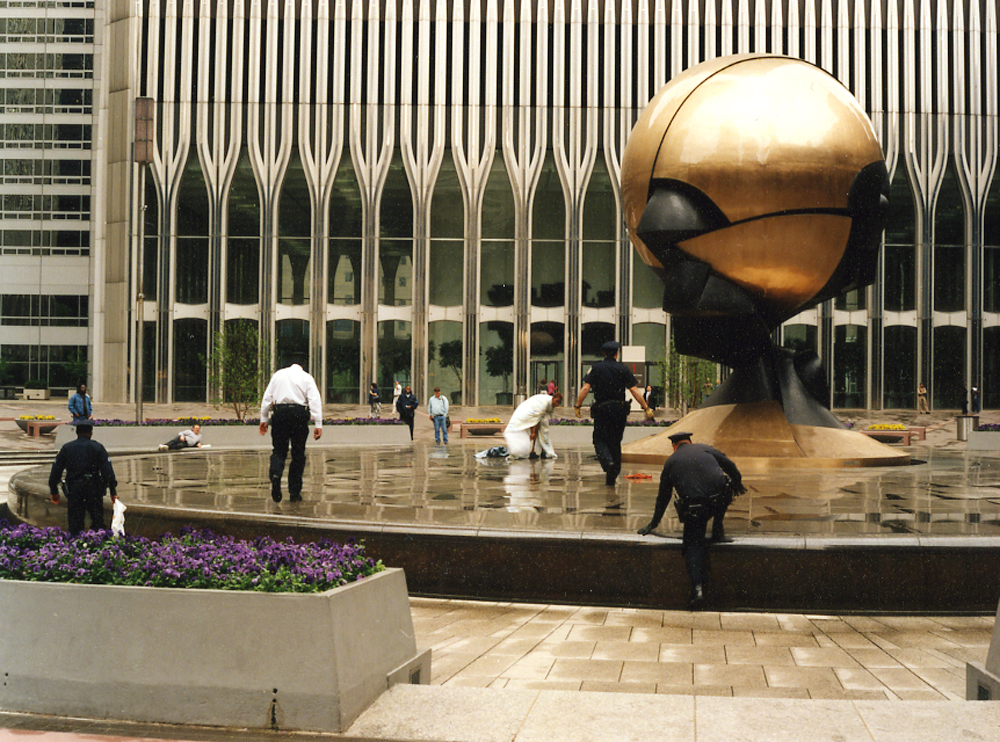
The Sphere đặt trên đài phun nước ở trung tâm quảng trường. Các cảnh sát NYPD đang tiến vào để bắt giữ một người phụ nữ khỏa thân đang la hét lớn tiếng

Vào ngày 11 tháng 9 năm 2001, khi vụ tấn công khủng bố xảy ra tại khu vực Trung tâm Thương mại Thế giới, quảng trường đã trở thành lối thoát hiểm cho nhiều người tìm cách rời khỏi khu vực. Tuy có một số người sử dụng quảng trường để thoát khỏi khu vực, lính cứu hỏa đã hướng dẫn phần lớn người di tản xuống khu mua sắm bên dưới thông qua sảnh của Tòa Tháp Bắc. Nhiều người khác cũng thoát hiểm bằng cách sử dụng cầu thang trên phố Vesey, nối quảng trường với phố Vesey.
Khi tòa tháp số 1 và số 2 của Trung tâm Thương mại Thế giới sụp đổ, khoảng 600.000 tấn đổ nát rơi xuống quảng trường. Quảng trường bị hư hại nặng. Tác phẩm điêu khắc "The Sphere" do Fritz Koenig thiết kế là thứ duy nhất còn sót lại, dù nó cũng hư hỏng khá nghiêm trọng. Hiện nay, "The Sphere" được đặt tại Công viên Liberty.